# Allindelille Skole
Allindelille Skole eller Allindelille Friskole er en friskole, uafhængig af politik og religion, oprettet 2012. Skolen var tidligere en kommunal folkeskole oprettet i 1908. Skolen er beliggende lidt uden for landsbyen Allindelille i Ringsted Kommune på Midtsjælland. Fysisk består skolen af hovedbygningen med gymnastiksal, kontor, skolekøkken m.m. samt bygningerne Landlyst og Nordlyst. Skolen har fra skoleåret 2015/16 klassetrin fra 0. til 9. klasse. I tilslutning til skolen ligger endvidere Allindelille IF's klubhus. 
I 2012 valgte Ringsted kommune at lukke folkeskolen, trods store protester. August 2012 opstod Allindelille Friskole på privat initiativ. Allindelille Friskole har i skoleåret 2023/2024 ca. 174 elever fordelt på 9 klasser. Skolen udvidet i 2013 med overbygning. Det var herefter muligt at tage 7.+ 8. + 9. klasse. Motion, ude liv og musik er omdrejningspunktet for den dannelse og uddannelse, som foregår på skolen i trygge og gode rammer.
| Skole | Spire Denne artikel om en skole, en uddannelsesinstitution eller uddannelse er en spire som bør udbygges. Du er velkommen til at hjælpe Wikipedia ved at udvide den. |

55°31′N 11°46′Ø / 55.52°N 11.77°Ø